# Hippoporidra senegambiensis
Hippoporidra senegambiensis är en mossdjursart som först beskrevs av Carter 1882.  Hippoporidra senegambiensis ingår i släktet Hippoporidra och familjen Hippoporidridae. Inga underarter finns listade i Catalogue of Life.